# Vallières (Haïti)
Vallières (Haïtiaans-Creools: Valyè) is een stad en gemeente in Haïti met 23.500 inwoners. De plaats ligt aan de bron van de Grande Rivière du Nord, 45 km ten zuidoosten van de stad Cap-Haïtien. Het is de hoofdplaats van het gelijknamige arrondissement in het departement Nord-Est.
Er wordt rijst, koffie en citrusvruchten verbouwd. Ook wordt er goud gevonden.

## Indeling
De gemeente bestaat uit de volgende sections communales:
| Nr. | Naam                         | Km²   | Inw.2015 |
| --- | ---------------------------- | ----- | -------- |
| 1   | Trois Palmistes              | 83,17 | 11.612   |
| 2   | Ecrevisse (of: Grosse Roche) | 47,68 | 6.922    |
| 3   | Corosse                      | 27,61 | 5.002    |